# Biserica de lemn din Valea Văleni

Biserica de lemn din Valea Văleni, foto: 2009

Vedere din naos spre pronaos la biserica de lemn din Valea Văleni. Foto: 2009

Biserica de lemn din Valea Văleni, cu hramul „Cuvioasa Paraschiva”, este un monument istoric (cod LMI VL-II-m-B-09966) construit în 1793-1795.